# 5285 Krethon
5285 Krethon è un asteroide troiano di Giove del campo greco. Scoperto nel 1989, presenta un'orbita caratterizzata da un semiasse maggiore pari a 5,1727406 UA e da un'eccentricità di 0,0487752, inclinata di 25,16767° rispetto all'eclittica.
L'asteroide è dedicato a Cretone, guerriero greco originario di Fere in Tessaglia.